# Арк (Од)
Арк (фр. Arques) насеље је и општина у јужној Француској у региону Лангдок-Русијон, у департману Од која припада префектури Лиму.
По подацима из 2011. године у општини је живело 263 становника, а густина насељености је износила 14,19 становника/km². Општина се простире на површини од 18,53 km². Налази се на средњој надморској висини од 356 метара (максималној 854 m, а минималној 329 m).

## Демографија
| 1962. | 1968. | 1975. | 1982. | 1990. | 1999. | 2011. |
| ----- | ----- | ----- | ----- | ----- | ----- | ----- |
| 185   | 210   | 190   | 201   | 210   | 199   | 263   |

График промене броја становника у току последњих година